# Huis van Levoča
Het Huis van Levoča (Slowaaks: Levočský dom) is een laatgotische woning die dateert uit de 15e eeuw. Ze is gelegen in Košice, aan de Hoofdstraat 65 (Slowaaks: Hlavná ulica), recht tegenover het staatstheater.

## Geschiedenis

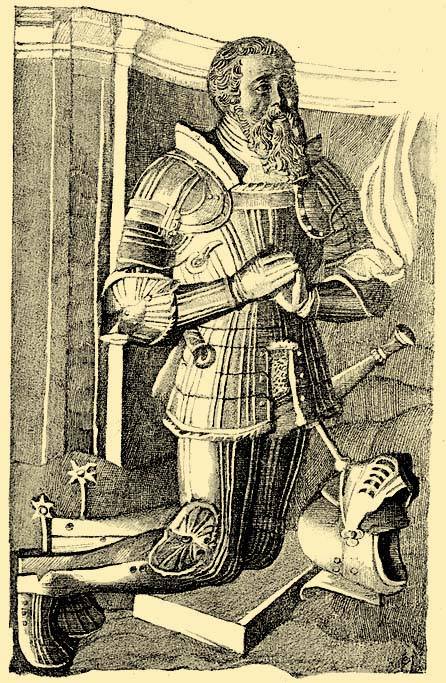
De Hongaarse graaf Alexius Turzo schonk de woning aan zijn geboorteplaats: Levoča. Vandaar de naam: Huis van Levoča.

Het huis heeft een gelijkvloerse - en een eerste verdieping. Boven de ingang ziet men een karakteristieke erker rustend op kraagstenen. Deze woning is anno 2021 het oudste gebouw dat in Slowakije functioneert als eet- en drankgelegenheid. Het is bovendien een van de oudste gebouwen in zijn soort in Europa.
In de 15e eeuw, kort na de bouw, was de woning eigendom van de koninklijke kanselier, en later aartsbisschop van Esztergom : Juraj Satmari.
Naderhand werd het huis eigendom van een graaf : de Hongaarse palatijn Alexius Turzo (? Slowakije - 25 januari 1543, begraven in Levoča). 
Deze edelman schonk het gebouw in 1542, kort voor zijn dood, aan zijn geboorteplaats Levoča. Vandaar de naam: Huis van Levoča.
Sedertdien kwamen in deze herberg kooplui uit Levoča logeren als ze tijdens hun zakenreizen Košice bezochten.
In 1569, ongeveer 27 jaar na Alexius Turzo's overlijden, kocht de stad Košice het gebouw dat inmiddels geëvolueerde was tot een voor iedereen toegankelijke herberg. Ingevolge de kwaliteit van de dienstverlening werd deze eet- en drankgelegenheid populair bij de welgestelden in de samenleving. Zo werd er bijvoorbeeld in maart 1626 een bruiloftsfeest georganiseerd voor prins Gabriël Bethlen, vorst van Zevenburgen en toenmalige heer van Košice, die in het huwelijk trad met Catharina van Brandenburg.
In het midden van de 17e eeuw kreeg het huis een heel andere bestemming. In 1640 ontwikkelde met name de jezuïetenorde in dit gebouw een apotheek die vanwege haar professioneel niveau een van de beroemdste in heel Hongarije was.
Nog steeds in de 17e eeuw werden een aantal verbouwingen verwezenlijkt, zo onder meer : de toevoeging van een renaissanceboog op de binnenplaats. Tot op de dag van heden inspireert het huis wegens zijn verscheidenheid aan renaissance- en gotische stijlelementen.
Op 16 oktober 1963 werd de woning geregistreerd als nationaal cultureel monument van de Slowaakse Republiek.

## Illustraties

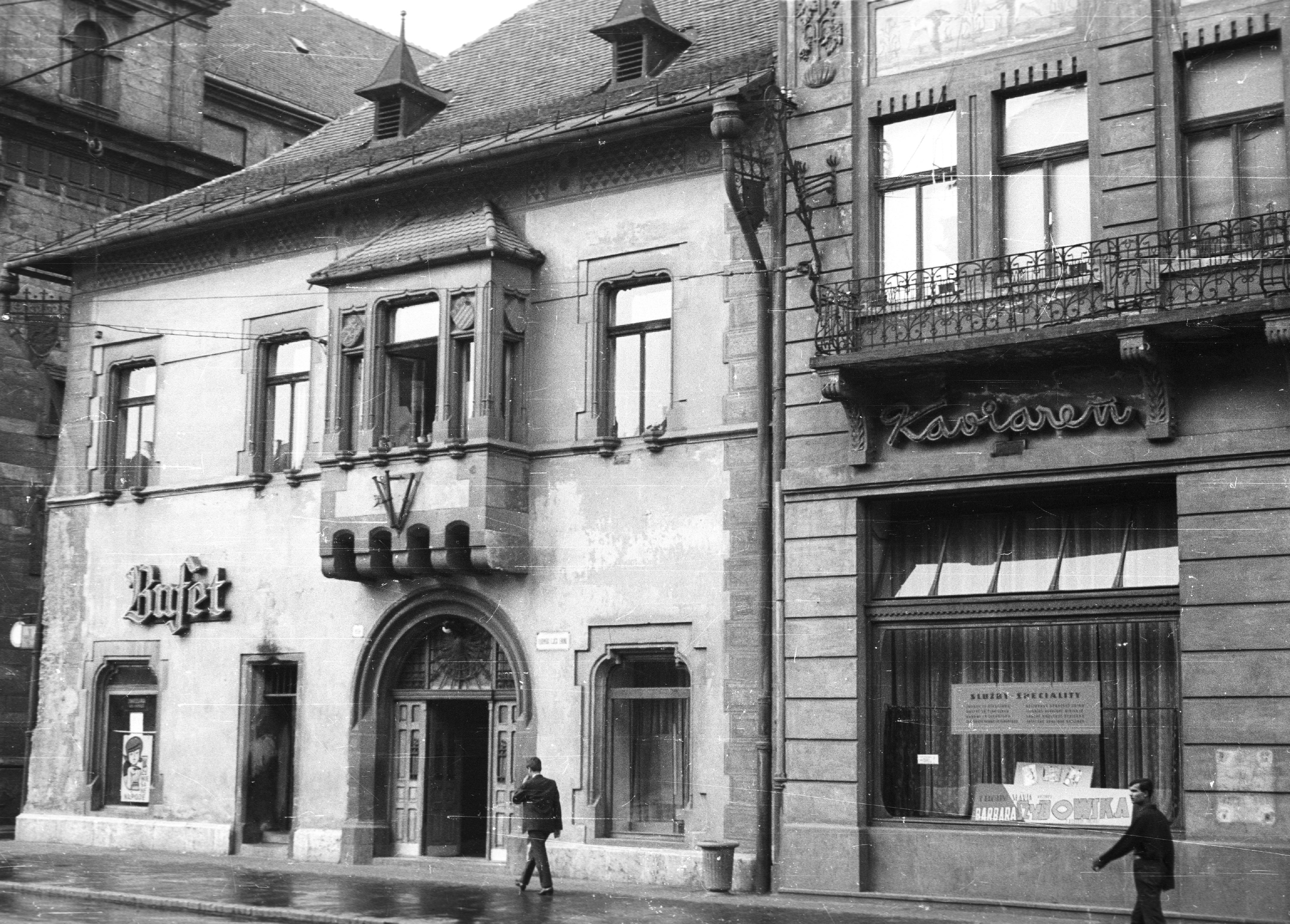
Gevel van het Huis van Levoča. Foto gemaakt in 1967.
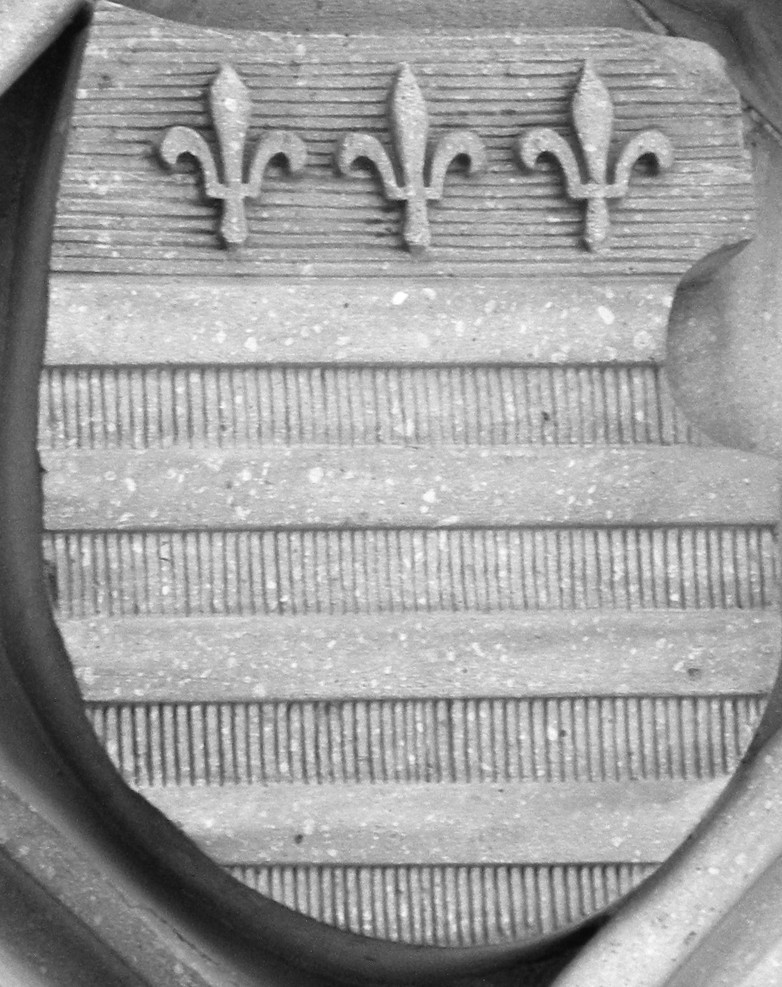
Detail van de gevel ter hoogte van de erker.
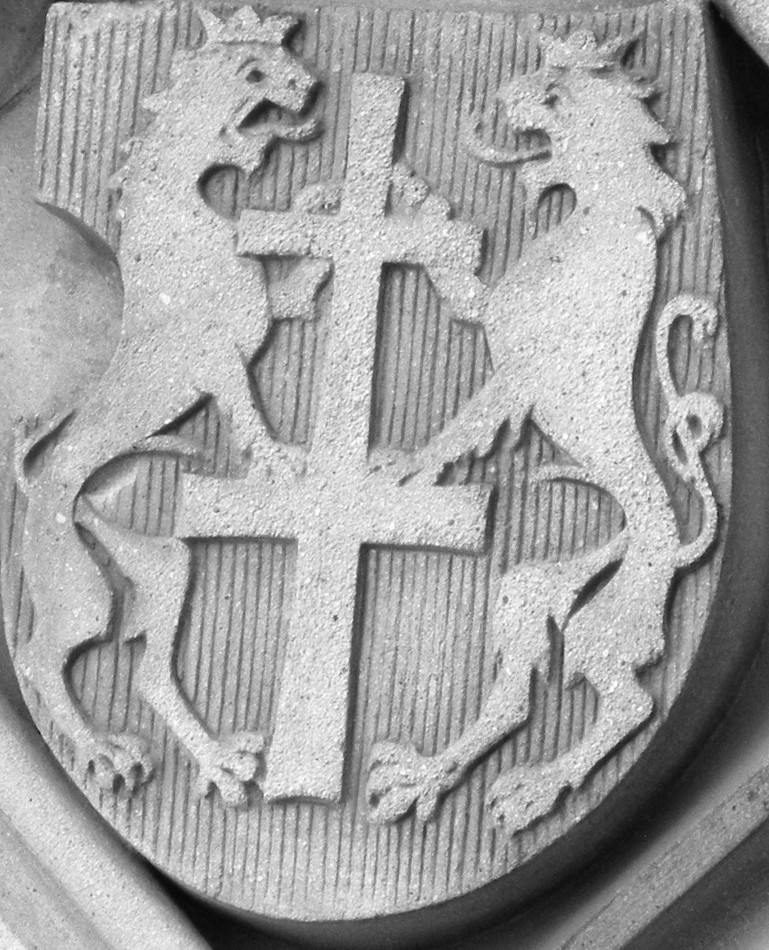
Detail van de gevel ter hoogte van de erker.